# 동경가족
《동경가족》(일본어: 東京家族 도쿄가조쿠[*])은 2013년 공개된 일본의 드라마 영화이다. 오즈 야스지로의 영화 《동경 이야기》를 리메이크한 작품이다.

## 출연

### 주연
- 츠마부키 사토시
- 아오이 유우
- 하시즈메 이사오
- 요시유키 카즈코
- 니시무라 마사히코
- 나츠카와 유이
- 나카지마 토모코
- 하야시야 쇼조

### 조연
- 코바야시 넨지
- 후부키 준
- 카야시마 나루미
- 아라카와 치카
- 니시다 마이
- 마츠노 타이키
- 타나카 소타로
- 콘도 코엔
- 카토 미츠루
- 키타야마 마사야스
- 나카무라 칸타로우

## 기타
- 원작자: 오즈 야스지로
- 라인PD: 이와타 히토시
- 조명: 와타나베 코이치
- 조감독: 하나와 킨이치
- 미술: 데가와 미츠오
- 세트: 유자와 유키오
- 의상: 마츠다 카즈오
- 프로덕션매니저: 사카모토 준이치

## 수상
- 2014년 제15회 전주국제영화제 아시아영화진흥기구상